# Delme (Mosel·la)
Delme és un municipi francès, situat al departament del Mosel·la i a la regió del Gran Est. L'any 2007 tenia 872 habitants.

## Demografia

### Població
El 2007 la població de fet de Delme era de 872 persones. Hi havia 329 famílies, de les quals 77 eren unipersonals (20 homes vivint sols i 57 dones vivint soles), 118 parelles sense fills, 118 parelles amb fills i 16 famílies monoparentals amb fills.
La població ha evolucionat segons el següent gràfic:
Habitants censats

### Habitatges
El 2007 hi havia 353 habitatges, 333 eren l'habitatge principal de la família, 4 eren segones residències i 16 estaven desocupats. 278 eren cases i 74 eren apartaments. Dels 333 habitatges principals, 240 estaven ocupats pels seus propietaris, 83 estaven llogats i ocupats pels llogaters i 10 estaven cedits a títol gratuït; 5 tenien una cambra, 6 en tenien dues, 45 en tenien tres, 71 en tenien quatre i 206 en tenien cinc o més. 255 habitatges disposaven pel capbaix d'una plaça de pàrquing. A 149 habitatges hi havia un automòbil i a 151 n'hi havia dos o més.

### Piràmide de població
La piràmide de població per edats i sexe el 2009 era:
| Homes | Edats   | Dones |
| ----- | ------- | ----- |
| 0     | 95 o +  | 0     |
| 0     | 90 a 94 | 12    |
| 4     | 85 a 89 | 12    |
| 12    | 80 a 84 | 12    |
| 12    | 75 a 79 | 24    |
| 8     | 70 a 74 | 24    |
| 24    | 65 a 69 | 12    |
| 16    | 60 a 64 | 36    |
| 12    | 55 a 59 | 12    |
| 20    | 50 a 54 | 28    |
| 28    | 45 a 49 | 20    |
| 12    | 40 a 44 | 4     |
| 28    | 35 a 39 | 28    |
| 44    | 30 a 34 | 20    |
| 32    | 25 a 29 | 24    |
| 20    | 20 a 24 | 8     |
| 12    | 15 a 19 | 20    |
| 12    | 10 a 14 | 24    |
| 32    | 5 a 9   | 32    |
| 12    | 0 a 4   | 16    |

## Economia
El 2007 la població en edat de treballar era de 509 persones, 364 eren actives i 145 eren inactives. De les 364 persones actives 346 estaven ocupades (194 homes i 152 dones) i 17 estaven aturades (6 homes i 11 dones). De les 145 persones inactives 46 estaven jubilades, 31 estaven estudiant i 68 estaven classificades com a «altres inactius».

### Ingressos
El 2009 a Delme hi havia 354 unitats fiscals que integraven 888 persones, la mediana anual d'ingressos fiscals per persona era de 18.070 €.

### Activitats econòmiques
Dels 57 establiments que hi havia el 2007, 1 era d'una empresa extractiva, 1 d'una empresa alimentària, 3 d'empreses de fabricació d'altres productes industrials, 5 d'empreses de construcció, 11 d'empreses de comerç i reparació d'automòbils, 4 d'empreses de transport, 4 d'empreses d'hostatgeria i restauració, 3 d'empreses financeres, 6 d'empreses immobiliàries, 3 d'empreses de serveis, 12 d'entitats de l'administració pública i 4 d'empreses classificades com a «altres activitats de serveis».
Dels 18 establiments de servei als particulars que hi havia el 2009, 1 era una oficina d'administració d'Hisenda pública, 1 gendarmeria, 1 oficina de correu, 2 oficines bancàries, 2 funeràries, 1 taller de reparació d'automòbils i de material agrícola, 2 lampisteries, 1 electricista, 2 perruqueries, 1 veterinari, 1 restaurant i 3 agències immobiliàries.
Dels 3 establiments comercials que hi havia el 2009, 1 era una botiga de més de 120 m², 1 una botiga de menys de 120 m² i 1 una peixateria.
L'any 2000 a Delme hi havia 3 explotacions agrícoles.

## Equipaments sanitaris i escolars
El 2009 hi havia 1 farmàcia i 1 ambulància.
El 2009 hi havia 1 escola maternal i 1 escola elemental. Delme disposava d'un col·legi d'educació secundària amb 299 alumnes.

## Poblacions més properes
El següent diagrama mostra les poblacions més properes.